# Leon Robinson
Leon Preston Robinson IV (født 8. marts 1962), krediteres ofte bare som "Leon", er en amerikansk skuespiller og sangre, der begyndte sin karriere i 1981.
Robinson har bl.a. haft væsentlige roller i Cool Runnings, Cliffhanger og den amerikanske miniserie The Temptations.

## Udvalgt filmografi
- Stripes (1981)...Soldier
- All the Right Moves (1983)...Shadow Nadeing
- The Flamingo Kid (1984)...Fortune Smith
- Band of the Hand (1986)...Moss
- The Father Clements Story (1987)...Ice
- The Lawless Land (1988)...Road Kill
- Colors (1988)...Killer Bee
- The Women of Brewster Place (1989)...Abshu
- A Mother's Courage (1989)...Michael Thomas
- Like a Prayer (music video)...(1989)
- The Five Heartbeats (1991)...J. T. Matthews
- Cool Runnings (1993)...Derice Bannock
- Cliffhanger (1993)...Kynette
- Bad Attitude (1993)
- Above the Rim (1994)...Shep
- Waiting to Exhale (1995)...Russell
- Pure Danger (1996)...Felix
- Once Upon a Time... When We Were Colored (1996)...Uncle Melvin
- Spirit Lost (1997)...John
- B.A.P.S. (1997)...Sig selv
- The Temptations (1998)...David Ruffin
- Side Streets (1999)...Errol Boyce
- Friends and Lovers (1999)...Tyrell
- Bats (1999)...Jimmy Sands
- The Little Richard Story (2000)...Little Richard
- Ali (2001)...Joe Simmons
- Buffalo Soldiers (2001)...Stoney
- Get Rich or Die Tryin' (2005)...Slim
- Cover (2007)... Ryan Chambers
- The Brooklyn Heist (aka Capers) (2009)...Ronald
- Je'Caryous Johnson Presents: 3 Ways to Get a Husband  (2009)